# Superfície de Lambert
En física, una superfície de Lambert o lambertiana és una superfície ideal que reflecteix l'energia incident des d'una direcció igual en totes direccions, per la qual cosa, en variar el punt de vista, la seva luminància no canvia. És per tant una superfície ideal de reflexió difusa. Ampliant una zona d'una superfície difusora lambertiana es nota que és aspra, és a dir que no té cap angle de reflexió ben definit. En són exemples la reflexió difusa produïda per la neu és el cas més típic de superfície lambertiana; o certs models mats de pantalla de cinema.